# Bokermannohyla
Bokermannohyla es un género de anfibios de la familia Hylidae propio del sur de Brasil. Este género pertenecía al género Hyla hasta la reestructuración de los géneros de anfibios realizada en 2005.

## Especies
Se reconocen las siguientes 30 especies:
- Bokermannohyla ahenea (Napoli & Caramaschi, 2004)
- Bokermannohyla alvarengai (Bokermann, 1956)
- Bokermannohyla astartea (Bokermann, 1967)
- Bokermannohyla capra Napoli & Pimenta, 2009
- Bokermannohyla caramaschii (Napoli, 2005)
- Bokermannohyla carvalhoi (Peixoto, 1981)
- Bokermannohyla circumdata (Cope, 1871)
- Bokermannohyla clepsydra (Lutz, 1925)
- Bokermannohyla diamantina Napoli & Juncá, 2006
- Bokermannohyla flavopicta[3] (Leite, Pezzuti & García, 2012)
- Bokermannohyla gouveai (Peixoto & Cruz, 1992)
- Bokermannohyla hylax (Heyer, 1985)
- Bokermannohyla ibitiguara (Cardoso, 1983)
- Bokermannohyla ibitipoca (Caramaschi & Feio, 1990)
- Bokermannohyla itapoty Lugli & Haddad, 2006
- Bokermannohyla izecksohni (Jim & Caramaschi, 1979)
- Bokermannohyla juiju Faivovich, Lugli, Lourenço & Haddad, 2009
- Bokermannohyla langei (Bokermann, 1965)
- Bokermannohyla lucianae (Napoli & Pimenta, 2003)
- Bokermannohyla luctuosa (Pombal & Haddad, 1993)
- Bokermannohyla martinsi (Bokermann, 1964)
- Bokermannohyla nanuzae (Bokermann & Sazima, 1973)
- Bokermannohyla napolii[4] de Carvalho, Giaretta & Magrini, 2012
- Bokermannohyla oxente Lugli & Haddad, 2006
- Bokermannohyla pseudopseudis (Miranda-Ribeiro, 1937)
- Bokermannohyla ravida (Caramaschi, Napoli & Bernardes, 2001)
- Bokermannohyla sagarana[5] Leite, Pezzuti & Drummond, 2011
- Bokermannohyla sapiranga[6] Brandão, Magalhães, Garda, Campos, Sebben & Maciel, 2012
- Bokermannohyla saxicola (Bokermann, 1964)
- Bokermannohyla sazimai (Cardoso & Andrade, 1982)
- Bokermannohyla vulcaniae Vasconcelos & Giaretta, 2005

## Publicación original
- Faivovich, J., C. F. B. Haddad, P. C. de A. Garcia, D. R. Frost, J. A. Campbell, and W. C. Wheeler. 2005. Systematic review of the frog family Hylidae, with special reference to Hylinae: phylogenetic analysis and taxonomic revision. Bulletin of the American Museum of Natural History, vol. 294, p.1-240 (texto íntegro Archivado el 26 de octubre de 2014 en Wayback Machine.).